# Veit F. Stauffer
Veit F. Stauffer (* 19. Januar 1959 in Zürich; † 12. Dezember 2024 ebenda) war ein Schweizer Plattenverkäufer und Konzertveranstalter.

## Leben und Werk
Veit F. Stauffer wuchs als drittes Kind des Künstlerpaares Serge Stauffer und Doris Stauffer in Zürich-Seebach auf. Nach Abschluss der Sekundarschule besuchte Stauffer 1975–77 die von seinen Eltern mitbegründete F+F Schule für experimentelle Gestaltung.
Im Januar 1978 organisierte Stauffer in Zürich ein Konzert mit Henry Cow in der Aula der Kantonsschule Rämibühl. Nach dem Konzert machte Stauffer die Konzertbesucherin Irène Schweizer mit der bei Henry Cow spielenden Lindsay Cooper bekannt. Aus diesem Kontakt resultierte die Feminist Improvising Group. Im März 1979 organisierte Stauffer gemeinsam mit dem Zürcher Frauenbuchladen auch ein Konzert mit der Feminist Improvising Group. Ein wichtiger Ort waren auch die von Etienne Conod aufgebauten Sunrise Studios in Kirchberg. Hier wurden im Beisein von Stauffer u. a. drei Alben des Henry-Cow-Nachfolgeprojekts Art Bears aufgenommen.
1978 war in London von Chris Cutler Recommended Records gegründet worden. 1979 übernahm Stauffer gemeinsam mit Daniel Waldner den Versandhandel für die Schweiz. 1981 kam ein Ladenlokal an der Engelstrasse in Zürich mit dem Namen «Rec Rec» dazu. Im Januar 1982 Mitarbeit beim Festival «Tonmodern» in der Roten Fabrik. Daraufhin im April desselben Jahres ebenda Organisation von Konzerten mit Art Zoyd und This Heat sowie The Honeymoon Killers. Ein Höhepunkt war im Oktober 1982 das viertägige Festival «M.A.K.» («Musik Ausser Kontrolle») mit Cassiber, Skeleton Crew, V-Effect, Etron Fou Leloublan und weiteren Bands aus dem Umfeld von Rock in Opposition. 1983 folgten Konzerte mit John Cale, Kevin Coyne und The Residents. Im selben Jahr erschienen im Verlag Ricco Bilger unter dem Titel «Halbweiss» Stauffers Memoiren der Jahre 1975–77.
1983 wurden Rec-Rec-Vertrieb und -Laden räumlich und verstärkt auch personell getrennt. 1984 konnte der Laden in Zürich an der Acker- Ecke Zollstrasse in ein grösseres Lokal ziehen, das nun von Stauffer geführt wurde. Neben dem Vertriebsprogramm führte dieser ein vertieftes Sortiment ein, das auch andere Vertriebe und Importe berücksichtigte. Ende 1988 zog sich Stauffer zeitweilig aus dem Rec-Rec-Laden zurück. Als die 1984 gegründete Rec-Rec-Genossenschaft 1997 Konkurs anmelden musste, wurden Laden, Vertrieb und das 1983 gegründete Label getrennt weitergeführt. Der Laden wurde erneut von Stauffer übernommen. Während der Vertrieb 2008 und das Label 2009 endgültig eingestellt wurden, führte Stauffer noch bis Ende 2020 einen Laden an der Zürcher Rotwandstrasse.
2021 wurde Stauffer in seiner Rolle als Musikvermittler die Auszeichnung für besondere kulturelle Verdienste der Stadt Zürich verliehen.
Mit seiner Frau, der Künstlerin Maria Gasche, lebte er in Zürich-Wipkingen. Er starb am 12. Dezember 2024 im Alter von 65 Jahren nach einer Krankheit in Zürich.